# Verwaltungsgemeinschaft Seegebiet Mansfelder Land

Lage der Verwaltungsgemeinschaft im Landkreis Mansfeld-Südharz

Die Verwaltungsgemeinschaft Seegebiet Mansfelder Land war eine Gebietskörperschaft im Landkreis Mansfeld-Südharz in Sachsen-Anhalt. Ursprünglich waren neun Gemeinden zur Erledigung ihrer Verwaltungsgeschäfte zusammengeschlossen. Ihr Sitz befand sich in Röblingen am See.
Am 1. Januar 2005 wechselte die Gemeinde Unterrißdorf in die Verwaltungsgemeinschaft Lutherstadt Eisleben. Neu zur Verwaltungsgemeinschaft Seegebiet Mansfelder Land kamen die Gemeinden Dederstedt und Neehausen (aus der aufgelösten Verwaltungsgemeinschaft Mansfelder Platte) sowie die Gemeinde Hornburg (aus der aufgelösten Verwaltungsgemeinschaft Am Hornburger Sattel).
Am 1. Januar 2010 fusionierten alle Mitgliedsgemeinden außer Dederstadt zur Einheitsgemeinde Seegebiet Mansfelder Land, die Dederstadt vorerst mitverwaltete. Damit wurde die Verwaltungsgemeinschaft aufgelöst. Zuletzt lebten auf einer Fläche von 107,91 km² 10.413 Einwohner (Stand:31. Dezember 2006). Letzte Leiterin der Verwaltungsgemeinschaft war Daniela Runge.

## Die Gemeinden mit ihren Ortsteilen
Mitgliedsgemeinden zum Zeitpunkt ihrer Auflösung waren
- Amsdorf
- Aseleben
- Dederstedt
- Erdeborn
- Hornburg mit Äptischrode und Holzzelle
- Lüttchendorf mit Wormsleben
- Neehausen mit Elbitz und Volkmaritz
- Röblingen am See mit Röblingen (Röblingen I), Unterröblingen (Röblingen (II) sowie Röblingen Neue Siedlung (Röblingen III)
- Seeburg mit Rollsdorf
- Stedten
- Wansleben am See

## Wappen
Blasonierung: „Halbgespalten und geteilt, oben vorn in Gold gekreuzt schwarze Schlägel und Eisen, oben hinten in Schwarz drei goldene Ähren, unten in Blau ein silberner Fisch.“
Die Verwaltungsgemeinschaft hatte die Farben Gold (Gelb) – Blau.